# Lluís Arnau i Palomar
Lluís Arnau i Palomar (Barcelona, 4 de maig de 1870 - Barcelona, 16 de febrer de 1899) fou compositor i pianista català, que tot i la seva curta vida va dur a terme diverses composicions rellevants amb influències italianes, poloneses, russes i romàntiques. A més, de totes les seves obres, les més rellevants són quatre peces per a cant i sis masurques per a piano, editades a París, tot i que moltes van ser inèdites.

## Biografia
Fou fill de Lluís Arnau i Ferrer, d'Ulldecona, i de Maria Cinta Palomar i Casado, de Tortosa. Tot seguit, pel que fa als seus estudis, va començar a estudiar solfeig i piano amb Josep.M Ballvé i piano amb Anselm Barba a l’escolania de la col·legiata de Santa Anna de Barcelona. També estudià a l’Escola Municipal de Música de Barcelona, amb professors com Cosme Ribera, Joan Baptista Pujol i Isaac Albéniz.
Després elevà els estudis de piano amb Isaac Albéniz i Joan Baptista Pujol, i amb Felip Pedrell, que li donaven classes d’harmonia i composició. Al 1897 aquest es va traslladar a París per a perfeccionar els seus estudis amb el professor Charles-Marie Widor a París, subvencionat per l’Ajuntament de Barcelona.
Es va casar amb Isabel Pons i Ferré, nascuda a Reus, el 19 de gener de 1898. Finalment, durant els seus últims anys, es dedicà a l'ensenyament, i va morir a causa d'una pulmonia gripal.

## Composició
Aquest compositor va escriure moltes obres tot i que la seva vida va ser curta, té certa producció per la música de cambra, piano i cançó com molts catalans durant el s. XIX, i va escriure una sarsuela a un acte titulada Los reyes magos, amb la lletra de Gabriel Merino. Pel que fa a la producció musical, es dedicà professionalment al piano i a la cançó, però amb dos estils que semblen complir dues estètiques totalment diferents; per un costat, al piano segueix influències de Frédéric Chopin i per una altra, a la cançó segueix influències de Giacomo Puccini. Així mateix, també va seguir l’estètica salonière del moment amb nombroses obres per a piano i per a veu i piano. Tot i això, les obres per a piano, i la cançó comparteixen un gran interès melòdic i bellesa a la textura harmònica utilitzant una gran riquesa cromàtica i harmònica, la qual va ser molt apreciada per diverses edicions donades a terme per la casa Alier, Puyol, o Quinzart de París.
A començaments dels anys 1890, amb tan sols vint anys va tenir molt d’èxit amb obres com Aquelarre, Canto árabe, Marcha india, o altres obres compostes més tard com Che cosa e Dio?, o Seis mazurkas per a piano, les quals es van difondre i van tenir elogis de Massenet i César Cui. A més d’això, es té constància que l'any 1888 va tocar al Café de l'Audiència i organitzà actes musicals i obres teatrals líriques al Casino de l'Olimpo, i al 1890 dona un concert a l’Hotel de Vendes, en què va estrenar diverses obres amb un gran èxit i reconeixement de la crítica.
Per una banda, amb relació a les seves obres de piano, i essencialment les seves masurques, consten d’una composició pensada per a concert i no tant per a saló, amb un estil internacional sense referències hispàniques o catalanes. A més a més, consten d’una estructura ternària característica de la masurca (A-B-A), amb un mateix tipus, forma d’indicacions agògiques, i certs elements típics de les Masurques de Chopin. Addicionalment, utilitza tonalitats difícils d’interpretar al piano, amb una escriptura complexa, i recorden a l’estil del piano romàntic.
Per altra banda, amb relació a la cançó, gènere de gran importància a la Catalunya de finals del s. XIX i començaments del s. XX, va tenir clares diferències respecte a la cançó catalana del moment pel fet que s'inspirava de Puccini en compondre les seves obres com Carmen, menys Canzone del Nord, que va seguir més l’estil de Francesco Paolo Tosti. Seguidament, pel que fa als textos de les cançons, s'ocupà el poeta italià Angelo Bignotti, en què es confirmà que la composició d’Arnau era lluny del nacionalisme i l’ús del català, típic dels poetes catalans del moment. Com a elements rellevants de les seves cançons són el caràcter operístic, sortint-se de la cançó de cambra i intimista, exigint una veu soprano o mezzosoprano de gran extensió; l’estructura senzilla, d’un clar ús de síl·labes sense decoracions, una successió intervàl·lica, gran cromatisme i salts melòdics i un acompanyament amb complexitat en obres com Las Golondrinas o Sospiri.
Finalment, els manuscrits de les seves obres van ser entregades per la seva família a conservades a la Secció de Música de la Biblioteca de Catalunya. Dels manuscrits, es troben des d’exercicis d’harmonia, esborranys o simplement motius, fins obres absolutament acabades.  A més, va tenir admiració no sols de Catalunya, sinó que també a França i a Hispanoamèrica.

## Obres
La informació de les següents obres s'ha extret del Fons Lluís Arnau i Palomar de la Biblioteca de Catalunya i del llibre titulat Diccionario de la Zarzuela: España e Hispanoamérica.
| Partitures manuscrites - À toi : suite de valses (1897), vals per a piano. La Memòria Digital de Catalunya. - Aquelarre - Amor di patria, per a veu i piano - Amore è maggio - Anima ferita (1894): per a veu i piano, lletra de S.Trullol. - Ave Maria - Baciar - Belsai : polka-marcha. Arreglada per a gran banda per Celestí Sadurní. - Canto árabe - Canzone del Nord (1897), per a veu i piano, lletra de Angelo Bignotti. - Cuarteto en la menor": música de cambra. - Donna adorata (1898), per a veu i piano, lletra de Angelo Bignotti. - Dormi angelo mio, per a veu i piano. - Galop : a quatre mans. Barcelona, 19 de juliol de 1892. - Habanera (1896), per a piano. - Impromptu : Llorando (Barcelona, 20 d'abril de 1892) : peça romàntica. - Margarita Gautier: masurca. - Mazurka [18--], per a piano, quatre mans - Mazurka (Barcelona, 14 de gener de 1893), per a piano, do major - Mazurka (Barcelona, 7 de maig de 1892), per a piano, la menor - Mazurka per a piano, núm. 7 - Matilde, masurca (Barcelona, 3 de juliol de 1893) - Melodia (1896), per a piano - Minuetto : Matilde - Napolitana (16 de febrer de 1895). - Non credo niente (1896), per a veu i piano - Non dormir (1897), per a veu i piano - Nuit d'été - O salutaris - Ocho piezas musicales (1904), per a piano - Pei campi (1898), per a veu i piano - Los Reyes Magos: sarsuela - Romanza, per a piano. - Santa María, per a harmònium. - Si vous saviez! : hoja de album, per a piano (26 de gener de 1896). - Sospiri - [Suite de valsos] (Montcada, 18 de juny de 1894). - T'amo (1898), per a veu i piano - 3r Nocturno (Barcelona, 4 de setembre de 1893). - Valse: per a piano, fa major (Barcelona, 21 d'octubre de 1892). - Valse: per a piano, la bemoll major. - Valz "Primavera" (Barcelona, 10 de desembre de 1892). - Walz: per a piano a quatre mans (Barcelona, 29 de maig [18--?]). | Partitures impreses - Amore è maggio: cançó per a cant i piano, amb lletra de A.Bignotti. Barcelona: Juan Bta. Pujol, [ca. 1900]. - Baciar Un baiser = canzonetta: Jules Ruelle (autoria addicional). Barcelona: Juan Bta. Pujol, [ca. 1900]. - Canzone del Nord: lletra de A.Bignotti. Barcelona: Juan Bta. Pujol, [18--?]. - Carmen: melòdia, lletra de A. Bignotti. Barcelona: Juan Bta. Pujol, [18--?]. - Che cosa è Dio? : melodia, Aleardo Aleardi (autoria addicional). Barcelona: Juan Bta. Pujol, [1894]. - Che cosa è Dio? : melodia nº 2, Aleardo Aleardi (autoria addicional). Barcelona: Sindicato Musical Barcelonés Dotesio, [ca. 1900]. - "Confidenza Confidenze": lletra de S.Trullol i Plana, i traducció al françés de Jules Ruelle. Barcelona: Juan Bta.Pujol, [18-?]. - Donna adorata : melodia, lletra de Angelo Bignotti. Barcelona: Juan Bta. Pujol, [18--?]. - Las golondrinas : melodia, lletra de Gustavo Adolfo Bécquer. Barcelona: Juan Bta. Pujol, [ca. 1900]. - María: nocturn, suite per a piano. [S.l.]: [s.n.], [18--?]. - Mazurkas: per a piano.Paris: A. Quinzard & Cie., [ca. 1900]. - Mazurkas: per a piano. Madrid: Ildefonso Alier, [1908?]. - Mia dama : cançó, lletra de Angelo Bignotti. Barcelona: Juan Bta. Pujol, [18--?]. - Non credo niente risposta al Baciar: cançó, lletra de A. Bignotti. Barcelona: Juan Bta. Pujol, [18--?]. - Non dormir / lletra de Angelo Bignotti. Barcelona: Sindicato Musical Barcelonés Dotesio, [19--?]. - Nuit d'eté sérénade pour violon et piano. Barcelona: Juan Bta. Pujol, [18--?]. - O salutaris á solo ó coro al unisono. Barcelona: Juan Bta. Pujol & Ca., [1898?]. - Ocho piezas musicales. Unión Musical Española, 1904. Contiene: Donna adorata; No credo niente, Mia dama, T'amo; Amore e Maggio; Carmen; Pei campi; Première valse). - Obras póstumas de Luis Arnau. Barcelona [etc.]: Vidal Llimona y Boceta, [ca. 1900]. 3 vol. - Le Papillon blessé capricho para piano. [ca. 1900] - Pei campi canzonetta: lletra de Angelo Bignotti. Barcelona: Juan Bta. Pujol, [19-?]. - Più non m'ami: lletra de Angelo Bignotti. Barcelona: Sindicato Musical Barcelonés Dotesio, [19-?]. - Première valse pour piano. Barcelona: Juan Bta. Pujol, [189-?]. - Raggio di luna : melodia, lletra de Angelo Bignotti. Madrid-Barcelona [etc.]: Unión Musical Española, [19--?]. - T'amo : serenata : risposta al "Non dormir", lletra de Angelo Bignotti. Barcelona: Juan Bta. Pujol, [18--?]. | Enregistraments sonors - Napolitana: obra per a piano, executada per Montserrat Sampere.[1898-1918]. Està en format cilindre. |